# 国民文化祭
国民文化祭（こくみんぶんかさい）とは全国から集結し、演劇、吹奏楽、美術作品などを発表する文化の祭典である。国文祭と略され、「文化の国スポ」といわれている。
1977年から始まった全国高等学校総合文化祭に対抗し、一般の団体でも全国規模で参加する文化祭をしようと当時の文化庁長官で作家の三浦朱門が提唱し文化庁と東京都の共催で1986年にNHKホールで第1回大会が行われた。以降、毎年各県持ち回りで開催されている。しかし近年は開催地選定が難航することが多く、2016年から文化庁と開催都道府県は開催費用を削減する案が挙がっている。さらに2017年からは全国障害者芸術・文化祭（障文祭ないし芸文祭）と合同開催されている。
2020年、新型コロナウイルスの感染拡大を受け、開催が予定されていた宮崎県の河野俊嗣知事は開催延期を主張。文化庁などと検討していたが、翌2021年への延期が決定した。

## 主な行事

### 総合フェスティバル
開会式・オープニングフェスティバルは大規模アリーナ、もしくはホールで開催され、第1回から浩宮徳仁親王（後の皇太子、現天皇）が台臨、1993年の成婚後は皇太子妃雅子（現皇后）も台臨する。2019年の天皇即位後も親臨している。そのため同年以降は全国植樹祭・国民スポーツ大会・全国豊かな海づくり大会と並び「四大行幸啓」の一つに位置付けられている。ただし、2016年は三笠宮崇仁親王の薨去に伴い台臨を取りやめている。また国文祭・芸文祭みやざき2020・紀の国わかやま文化祭2021ではオンラインでおことばが述べられた。開会式は後日NHKで編集版が放送される。なお2021年の放送は国文祭・芸文祭みやざき2020・紀の国わかやま文化祭2021をまとめて再々編集して放送。
閉会式・フィナーレは国文祭の締めくくりとして、ミュージカルや式典が行われ、国文祭旗の引継も行われる。

### その他
- 能楽の祭典
- 合唱の祭典
- 吹奏楽の祭典
- マーチングバンド・バトントワーリングの祭典
- オーケストラの祭典
- 大正琴の祭典
- 小倉百人一首かるた競技全国大会
- メディア芸術祭
- 現代劇の祭典
- オペラの祭典
- 洋舞フェスティバル
- ダンススポーツフェスティバル
- シンポジウム
- 国際交流フェスティバル
- 少年少女合唱の祭典
- 郷土芸能の祭典
- 邦楽の祭典（全国吟詠剣詩舞道祭）
- 和太鼓の祭典
- 少年和太鼓の響演
- 現代詩の祭典
- 食の祭典

## 開催地
| 回 | 開催期間                  | 開催地     | 主要会場                                    | 出典                 |
| -- | ------------------------- | ---------- | ------------------------------------------- | -------------------- |
| 1  | 1986年11月22日 - 12月1日  | 東京都     | NHKホール                                   |                      |
| 2  | 1987年10月6日 - 11日      | 熊本県     | 熊本県立劇場                                |                      |
| 3  | 1988年10月29日 - 11月3日  | 兵庫県     | 神戸文化ホール                              |                      |
| 4  | 1989年11月2日 - 12日      | 埼玉県     | 埼玉会館                                    |                      |
| 5  | 1990年10月19日 - 28日     | 愛媛県     | 愛媛県県民文化会館                          |                      |
| 6  | 1991年11月16日 - 25日     | 千葉県     | 千葉県文化会館                              |                      |
| 7  | 1992年10月25日 - 11月1日  | 石川県     | 金沢市観光会館                              |                      |
| 8  | 1993年10月10日 - 14日     | 岩手県     | 岩手県民会館                                |                      |
| 9  | 1994年10月22日 - 30日     | 三重県     | 三重県総合文化センター                      |                      |
| 10 | 1995年10月27日 - 11月5日  | 栃木県     | 栃木県総合文化センター                      |                      |
| 11 | 1996年9月28日 - 10月23日  | 富山県     | 富山県民会館                                |                      |
| 12 | 1997年10月25日 - 11月3日  | 香川県     | 香川県県民ホール                            |                      |
| 13 | 1998年10月18日 - 25日     | 大分県     | 大分県立総合文化センター                    |                      |
| 14 | 1999年10月24日 - 31日     | 岐阜県     | 岐阜メモリアルセンター・で愛ドーム          |                      |
| 15 | 2000年11月3日 - 12日      | 広島県     | 広島県立総合体育館                          |                      |
| 16 | 2001年11月3日 - 11日      | 群馬県     | 群馬県庁舎 群馬県民会館                     |                      |
| 17 | 2002年10月12日 - 11月4日  | 鳥取県     | 米子コンベンションセンター                  |                      |
| 18 | 2003年10月4日 - 13日      | 山形県     | 山形市総合スポーツセンター                  |                      |
| 19 | 2004年10月30日 - 11月14日 | 福岡県     | マリンメッセ福岡                            |                      |
| 20 | 2005年10月22日 - 11月3日  | 福井県     | サンドーム福井                              |                      |
| 21 | 2006年11月3日 - 12日      | 山口県     | きらら元気ドーム                            |                      |
| 22 | 2007年10月27日 - 11月4日  | 徳島県     | アスティとくしま                            | [ 4 ]                |
| 23 | 2008年11月1日 - 9日       | 茨城県     | 茨城県立県民文化センター                    | [ 5 ]                |
| 24 | 2009年10月24日 - 11月8日  | 静岡県     | エコパアリーナ                              |                      |
| 25 | 2010年10月30日 - 11月7日  | 岡山県     | 桃太郎アリーナ                              |                      |
| 26 | 2011年10月29日 - 11月6日  | 京都府     | 国立京都国際会館                            | [ 6 ] [ 7 ]          |
| 27 | 2012年9月1日 - 12月14日   | 徳島県 (2) | アスティとくしま                            | [ 8 ] [ 9 ] [ 10 ]   |
| 28 | 2013年1月12日 - 11月10日  | 山梨県     | 河口湖ステラシアター 山梨県立県民文化ホール | [ 11 ] [ 12 ] [ 13 ] |
| 29 | 2014年10月4日 - 11月3日   | 秋田県     | 秋田県立武道館                              | [ 8 ] [ 14 ] [ 15 ]  |
| 30 | 2015年10月31日 - 11月15日 | 鹿児島県   | 鹿児島アリーナ                              | [ 16 ] [ 17 ] [ 18 ] |
| 31 | 2016年10月29日 - 12月3日  | 愛知県     | 愛知県芸術劇場                              | [ 19 ] [ 20 ]        |
| 32 | 2017年9月1日 - 11月30日   | 奈良県     | 東大寺大仏殿（開会式）                      | [ 21 ] [ 22 ] [ 23 ] |
| 33 | 2018年10月6日 - 11月25日  | 大分県 (2) | 大分県立総合文化センター                    | [ 24 ] [ 25 ] [ 26 ] |
| 34 | 2019年9月15日 - 11月30日  | 新潟県     | 朱鷺メッセ                                  | [ 27 ] [ 28 ] [ 29 ] |
| 35 | 2021年7月3日 - 10月17日   | 宮崎県     | 宮崎県立芸術劇場                            | [ 30 ] [ 31 ] [ 32 ] |
| 36 | 2021年10月30日 - 11月21日 | 和歌山県   | 和歌山ビッグホエール                        | [ 33 ] [ 34 ]        |
| 37 | 2022年10月22日 - 11月27日 | 沖縄県     | 沖縄コンベンションセンター                  | [ 35 ] [ 36 ] [ 37 ] |
| 38 | 2023年10月14日 - 11月26日 | 石川県 (2) | いしかわ総合スポーツセンター                | [ 38 ] [ 39 ] [ 40 ] |
| 39 | 2024年10月14日 - 11月24日 | 岐阜県 (2) | で愛ドーム                                  | [ 41 ] [ 42 ]        |
| 40 | 2025年9月14日 - 11月30日  | 長崎県     | 長崎県立総合体育館                          | [ 43 ] [ 44 ] [ 45 ] |
| 41 | 2026年10月25日 - 12月6日  | 高知県     |                                             | [ 46 ] [ 47 ]        |
|    | 2027年                    | 調整中     |                                             | [ 48 ]               |
|    | 2028年                    | 愛媛県 (2) |                                             | [ 48 ]               |

※内定が発表された今後の開催地を含む。